# 七夕委員
七夕委員（たなばたいいん）とは、フジテレビ公式サイト内コンテンツ「少年タケシ」に連載されている、今日マチ子製作のデジタルコミック（Flash作品）である。

## 登場人物
山田のりえ
織田女子中学の七夕委員の委員長。成績優勝で負けず嫌い。趣味は手芸、嫌いなものはチャラい男子。
青山ヨシオ
牛込男子中学の七夕委員の委員長。小学校時代は親の都合で転校を繰り返す。のりえの小学校にもいたことがある秀才
野中ハル
のりえと同じ学校に通うのりえの親友。政治家の祖父とお役人の父を持つ由緒正しいお嬢様。聖歌隊に所属。
野田アスカ
ちゃらいところもあるが、意外に世渡り上手な一面もある。バンド活動とハルに夢中。
八島トモヒロ
鉄道マニア。数学と体育が苦手。鉄道研究会に所属。

## 単行本
- 「七夕委員 星に願いを篇」　河出書房新社 （2010年7月）